# Аррою, Жуан
Жуан Марселину Аррою (порт. João Marcelino Arroio, 4 октября 1861, Порту, Португалия — 18 мая 1930, Колариш, Синтра, Португалия) — португальский  композитор, юрист и государственный деятель, министр иностранных дел Португалии (1900—1901).

## Биография
Родился в семье баскского композитора и музыканта, первого директора театра Хосе Франсиско Арройо, первым директором Театра Сан-Жуан в Порту, его брат, Антониу Арройо-и-Хосе, был известным инженером и искусствоведом, другой брат, Диогу Арройо, также музыкантом, профессором неорганической химии и деканом научного факультета Университета Порто. 
Окончил юридический факультет Коимбрского университета. Во время обучения в 1880 г. выступил основателем и первым дирижером хора Orfeon Académico de Coimbra. 
В 1884 г. получил степень доктора права, а в декабре 1895 г. был назначен профессором юридического факультета Коимбрского университета. Был сооснователем Jornal de Notícias в Порту (1888), в декабре 1892 г. был избран членом Королевской академии наук в Лиссабоне.
С 1884 по 1902 г. избирался в состав Палаты депутатов, совмещая политическую и педагогическую деятельность. 
Входил в состав правительства страны:
- январь-апрель 1890 г. — министр военно-морского флота, министр образования,
- 1990—1901 гг. — министр иностранных дел в кабинете Эрнешту Хинтше Рибейру.

Также являлся членом Счетной палаты и администратором Португальской железнодорожной компании, что позволило ему стать владельцем большой коллекции произведений искусства и дворца на Руа-ду-Тельхал в Лиссабоне, который стал центром общения светского общества португальской столицы.
В последние годы монархии был одним из самых заметных членов парламентской оппозиции, выступал с критикой правительства Жуана Франку и короля Карлуша I. Накануне Португальской революции (1910) был назначен послом в Париже, но не успел вступить в эту должность. В 1911 г. он был восстановлен в должности профессора Коимбрского университета.

## Творческая деятельность
Являлся автором целого ряда музыкальных произведений, в том числе фортепианной композиции «Простая история», вариации Theme avec и скерцо Angoscia e Charmante (1908), опер «Леонор де Теллеш» и «Губительная любовь» по одноименному роману Камило Каштелу-Бранку. Также написал кантату «Инес де Кастро» и «Симфоническую поэму», основанную на цикле сонетов. Его последняя опера «Пауло и Лена» так и не была завершена.
В работе с хором Orfeon Académico de Coimbra создал масштабный и романтический хорал с апофеотической динамикой, объединяющей голоса, инструменты и солистов. Среди других произведений, которые он поставил для коллектива: «Хор охотников» Карла Марии фон Вебера («Was gleicht wohl auf Erden»), «Марш Тангейзера» Рихарда Вагнера и «Академический гимн» Жозе Медейруша, в исполнении которого участвуют до 250 музыкантов.

## Научные труды
Опубликовал многочисленные юридические исследования, в том числе «Исследование о преемственности законов» (Коимбра, 1884), «Два исключения в португальском гражданском процессе» (Порту, 1884) и «Второе исследование о преемственности законов» (Коимбра, 1885).